# Beach Park (Illinois)
Beach Park est un village du comté de Lake dans l'Illinois, aux États-Unis. Situé au nord-est du comté, il est incorporé le 22 mai 1989.

## Démographie
Lors du recensement de 2010, le village comptait une population de 13 638 habitants. Elle est estimée, en 2016, à 13 913 habitants.

## Source de la traduction
- (en) Cet article est partiellement ou en totalité issu de l’article de Wikipédia en anglais intitulé « Beach Park, Illinois » (voir la liste des auteurs).